# Gioacchino Pizzoli
Gioacchino Pizzoli (Bologne, 1651– 1731 ou 1733) est un peintre italien de la période baroque spécialisé dans les figures et sujets historiques.

## Biographie
Il fit ses études à Bologne et épousa la peintre Maria Oriana Galli da Bibbiena (1656-1749), fille de Giovanni Maria de la famille Galli da Bibbiena. 
Leur fils, Domenico Pizzoli (1687-1720), fut également peintre et sa fille entra dans un monastère à Reggio d'Émilie.
Entre 1675 et 1677, avec son maître, le peintre de quadrature Angelo Michele Colonna, il réalise des fresques dans la salle du Conseil municipal (autrefois galerie du Sénat) du Palazzo d'Accursio. 
Il a également travaillé sur les fresques de l'Oratoire de Santa Maria del Borgo à Bologne. 
Il se rend en France, en 1680, invité avec Giovanni Battista Gherardini par le duc de Nevers, Philippe Mancini, neveu du cardinal Mazarin, pour décorer une galerie de son palais. 
En 1700, revenu à Bologne, Pizzoli peint à fresque le Collège Hongrois-Illyrien (aujourd'hui Collège Venturoli ) avec des Histoires de Croatie et de Hongrie.